# Синкайху (аэропорт)
Аэропорт Синкайху (кит. упр. 鸡西兴凯湖机场, пиньинь Jīxī Xīngkǎihú Jīchǎng) (ИАТА: JXA, ИКАО: ZYJX) — аэропорт класса 4C, расположенный в города Цзиси провинции Хэйлунцзян. Назван в честь озера Ханка — Синкайху. Стоимость аэропорта 262 млн юаней, строительство завершено в октябре 2009 года.

## Объекты
Длина взлётно-посадочной полосы 2300 метров, ширина — 45 метров, площадь аэропорта 16500 км2.

## Направления
Пекин, Харбин, Циндао, Шанхай и другие маршруты.